# Норт Пам Бич (Флорида)
Норт Пам Бич (енгл. North Palm Beach) град је у америчкој савезној држави Флорида.

## Демографија
По попису из 2010. године број становника је 12.015, што је 49 (-0,4%) становника мање него 2000. године.
| Група             | 2000.          | 2010.          |
| Белци             | 11.265 (93,4%) | 10.547 (87,8%) |
| Афроамериканци    | 112 (0,9%)     | 320 (2,7%)     |
| Азијати           | 147 (1,2%)     | 204 (1,7%)     |
| Хиспаноамериканци | 426 (3,5%)     | 826 (6,9%)     |
| Укупно            | 12.064         | 12.015         |